# IC 3249
IC 3249 ist eine linsenförmige Galaxie vom Hubble-Typ S0-a im Sternbild Coma Berenices am Nordsternhimmel. Sie ist schätzungsweise 1634 Millionen Lichtjahre von der Milchstraße entfernt.
Das Objekt wurde am 23. März 1903 von Max Wolf entdeckt.